# Conservatori Superior de Música de les Illes Balears
El Conservatori Superior de Música de les Illes Balears (CSMIB) és un centre públic de referència, creat el 2001 a Palma, per tal de poder cursar els estudis superiors i oficials de Música a les Illes Balears.
El centre, de nova creació, és de titularitat autonòmica, i aposta per un nou model de gestió, seguint les línies d'organització dels centres superiors europeus. El Conservatori Superior de Música de les Illes Balears segueix el mateix format que altres dos centres de l'Estat espanyol, a Catalunya l'Escola Superior de Música de Catalunya (ESMUC), i al País Basc amb el Centro Superior de Música del País Vasco (Musikene). Tots tres foren creats el mateix any, el 2001.
El Conservatori Superior començà impartint poques especialitats i amb els anys aquestes anaren augmentant, fins a oferir un ventall propi dels centres d'aquest nivell, amb la incorporació de l'ensenyament d'especialitats instrumentals simfòniques, a més de piano, guitarra, composició, pedagogia, musicologia i especialitats de jazz i, a més, durant un temps també s'impartí la titulació pròpia en l'especialitat de música tradicional de les Illes Balears. El nombre d'alumnes del Conservatori des que va començar el curs 2001/2002 amb uns noranta, anà augmentant fins al curs 2007/2008, en què comptava amb 254 alumnes. Posteriorment, a causa de la crisi econòmica i altres motius, el nombre va disminuir significativament, fins al punt que es pot dir que va estar a punt de desaparèixer.
Des de l'octubre del 2017 el director del conservatori és el pianista Ramon Porter Talens, després que aquest substituís a Albert Díaz en el càrrec.